# Hungry Wives
Hungry Wives (tłum. pol. Głodne żony) – amerykański horror w reżyserii George’a A. Romero z roku 1973.

## Obsada
- Ken Peters – John Fuller
- Dan Mallinger – sierżant Frazer
- Daryl Montgomery – Larry
- Esther Lapidus – Sylvia
- Ann Muffly – Shirley Randolph
- Bill Thunhurst – Jack Mitchell